# Bach-Werke-Verzeichnis
Il sistema di catalogazione BWV, o Bach-Werke-Verzeichnis ("Catalogo delle opere di Bach"), permette di riferirsi con certezza, usando il relativo numero di opus, a una precisa composizione di Johann Sebastian Bach fra le oltre mille censite da Wolfgang Schmieder, l'autore del catalogo. La prima edizione del catalogo è del 1950, mentre la seconda edizione è del 1990. Nel 1998 è stata pubblicata una seconda versione più abbreviata della seconda edizione, nota come BWV2a. I numeri BWV sono universalmente utilizzati e accettati come standard per la numerazione delle opere di Bach.

## Caratteristiche
A differenza di altri cataloghi, che sono organizzati in maniera cronologica, quello di Schmieder è ordinato per tipologia: ad esempio, i corali vengono per primi, poi le opere per organo, e così via. Per questo motivo un numero di BWV basso non è necessariamente correlato ad un'opera giovanile (ad esempio, l'opus BWV 992 è stato composto molti anni prima della cantata BWV 1). Alla lista di opere del BWV si è aggiunta un'appendice, nota con il nome di Anhang (Anh., ovvero "appendice"), con la quale si elencano le opere di Bach perdute, di sua dubbia provenienza o composizioni sparse.
- BWV 1-524 - Composizioni vocali
- BWV 525-771 - Composizioni per organo
- BWV 772-994 - Composizioni per clavicembalo
- BWV 995-1040 - Musica da camera
- BWV 1041-1071 - Composizioni per orchestra
- BWV 1072-1080 - Composizioni contrappuntistiche
- BWV 1081-1128 - Aggiunte recenti
- BWV Anh. 1-212 - Appendice (Anhang)